# Thunderdome VII - Injected With Poison
Albums
Thunderdome VI - From Hell To Earth
(1994) Thunderdome VIII - The Devil In Disguise
(1994)
Thunderdome VII - Injected With Poison est la septième compilation de la série des albums Thunderdome, issue du concept du même nom, sortie en 1994.

## Présentation
Injected With Poison est la septième compilation de la série, la troisième à sortir en 1994. Elle succède à Thunderdome VI - From Hell To Earth et précède Thunderdome VIII - The Devil In Disguise, qui sortent toutes deux en 1994.
La compilation comporte trente-huit pistes. Elle débute avec Turn It Up (The Real Original Mix) de The Prophet, et se termine avec Dominee Dimitri (Censored Version) par De Klootzakken. Elle intègre des productions de DJ Waxweazle, 3 Steps Ahead ou encore Buzz Fuzz.
Thunderdome VII - Injected With Poison est la première compilation Thunderdome à bénéficier de l'artwork de Victor Feenstra. Il illustre tout en lui rendant hommage le titre acid house Injected with a Poison (en) du belge Praga Khan, sorti en 1992.

## Pistes
| 1.  | Turn It Up (The Real Original Mix)             | The Prophet         |  |
| 2.  | Ist Diesen Bassdrum Korreckt                   | DJ Rob & Smash      |  |
| 3.  | Spontaneous Combustion                         | Lenny Dee & Rob Gee |  |
| 4.  | Brainwash (Rotterdam OTT Mix)                  | Ni-Cad              |  |
| 5.  | Stravinsky's Bass                              | 3 Steps Ahead       |  |
| 6.  | Wonderfull World                               | Simstim             |  |
| 7.  | Cops (Original Mix)                            | The Prophet         |  |
| 8.  | Legs                                           | DJ Waxweazle        |  |
| 9.  | Bad Creations                                  | Unsatisfied Evil II |  |
| 10. | Organized Chaos                                | Cyanide             |  |
| 11. | Spiral (Original Mix)                          | The Prophet         |  |
| 12. | Come On (Wind It Up)                           | Scott Brown         |  |
| 13. | Terrified                                      | Holographic         |  |
| 14. | Bed Dreams                                     | Dano                |  |
| 15. | Antichrist                                     | Critical Mass       |  |
| 16. | Warrior (Original Mix)                         | The Prophet         |  |
| 17. | Psychotic Break (Lenny Dee & Strychnine Remix) | Critical Mass       |  |
| 18. | Fuckin' Mind                                   | Mutoïd              |  |
| 19. | Hardcore-Sex Mix (Radio Edit)                  | Various             |  |

| 1.  | XTC Love (Original Mix)                            | Bertocucci Feranzano |  |
| 2.  | 100% Crisis (Kickin' It Around) (Original Mix)     | Brothers In Crime    |  |
| 3.  | Hustlers                                           | Tellurian            |  |
| 4.  | Fuckface (Original Idea Mix)                       | King Dale            |  |
| 5.  | We Need Things That Make Us Go (Senna's Drive Mix) | 3 Steps Ahead        |  |
| 6.  | Bad Boy                                            | Hardcore Society     |  |
| 7.  | Nice Up The Dance                                  | Stoned Fever         |  |
| 8.  | Looped (3 Steps Ahead Remix)                       | Private Productions  |  |
| 9.  | Controllin' The Universe (Original Mix)            | The Prophet          |  |
| 10. | Addicted II Raves                                  | Duo Pennotti         |  |
| 11. | Don't Need Nobody                                  | Search & Destroy     |  |
| 12. | Drop The Pressure                                  | Buzz Fuzz            |  |
| 13. | Energize                                           | Technosis            |  |
| 14. | Oblivion                                           | The Scotchman        |  |
| 15. | Cold Turkey                                        | The Vegetarians      |  |
| 16. | Prayer                                             | DJ Gizmo             |  |
| 17. | It's Gonna Be Allright                             | DJ Weirdo & DJ Sim   |  |
| 18. | Extreme Terror (The Pain Mix)                      | DJ Skinhead          |  |
| 19. | Dominee Dimitri (Censored Version)                 | De Klootzakken       |  |

## Accueil
| Classement                           | Meilleure position | Semaines passées dans le classement | Date d'entrée   | Date de sortie  |
| ------------------------------------ | ------------------ | ----------------------------------- | --------------- | --------------- |
| Pays-Bas (Mega Verzamelalbum Top 30) | 3                  | 11                                  | 3 décembre 1994 | 25 février 1995 |
| Suisse (Schweizer Hitparade)         | 8                  | 3                                   | 8 janvier 1995  | 29 janvier 1995 |

Toujours plutôt bien accueilli aux Pays-Bas où elle trouve toujours le chemin du top 30 des compilations du hit-parade néerlandais, elle n'atteint que la huitième place du top 25 des compilations du hit-parade suisse.